# Geositta cunicularia
Geositta cunicularia là một loài chim trong họ Furnariidae.